# Ahmed Al-Bahri
Ahmed Al-Bahri (18 settembre 1980) è un ex calciatore saudita, centrocampista.

## Carriera

### Nazionale
Nel 1999 ha partecipato ai Mondiali Under-20.
Con la nazionale saudita ha partecipato ai Mondiali 2006.

## Palmarès

### Club

#### Competizioni nazionali
- Coppa del Principe Faysal bin Fahd: 3

Al-Ettifaq: 2002-2003, 2003-2004
Al-Nassr: 2008